# Freedom (альбом Нила Янга)
Freedom (с англ. — «Свобода») — семнадцатый студийный альбом канадского рок-музыканта Нила Янга, выпущенный 2 октября 1989 года на лейбле Reprise Records. Фактически, этот лонгплей стал своеобразной перезагрузкой карьеры Янга после неудачного десятилетия: Freedom был хорошо принят критиками и был успешен в финансовом плане. После многолетних споров (и судебного процесса) музыкант покинул Geffen Records в 1988 году и вернулся на свой первоначальный лейбл Reprise Records с пластинкой This Note’s for You, Freedom стал вторым альбомом после возвращения Янга.

## История записи
Альбом содержит крайне эклектичный материал. Три песни («Don’t Cry», «Eldorado» и «On Broadway») ранее были выпущены в мини-альбоме Eldorado. Две другие песни («Crime in the City» и «Someday») были записаны в 1988 году с группой The Bluenotes, ориентированной на ритм-энд-блюзовое звучание, характерное для альбома Янга This Note’s for You. Сам музыкант так объяснял объясняет широкий спектр музыки в альбоме: «Я знал, что хочу сделать настоящий альбом, который бы выражал мои чувства. Я просто хотел сделать альбом Нила Янга как таковой. Там где бы был только я, без образа, без картинки, без отличительного персонажа — наподобие парня с The Bluenotes или парня из „Everybody's Rockin'“. Впервые за много лет мне захотелось записать такой альбом». Хотя изначально он планировался как чисто электрический рок-альбом («ничего, кроме абразивности от начала до конца»), впоследствии Янг отмечал, что конечный продукт «напоминает прослушивание радио — он постоянно меняется и переходит от одной вещи к другой».
Freedom содержит песню «Rockin’ in the Free World», которая дополняет альбом в акустическом и электрическом вариантах, стилистический выбор, ранее продемонстрированный на лонгплее на Rust Never Sleeps. Отредактированный вариант электрической версии песни был использован в финальных титрах фильма Майкла Мура «Фаренгейт 9/11», песня была переиздана в качестве сингла во время проката фильма.

## Отзывы критиков
| Оценки критиков  | Оценки критиков |
| Источник         | Оценка          |
| ---------------- | --------------- |
| AllMusic         | [ 2 ]           |
| Robert Christgau | (A)             |
| Music Week       | без оценки      |
| Rolling Stone    | [ 5 ]           |
| Spin             | без оценки      |

Freedom был тепло принят музыкальными критиками, особенно на фоне альбомов музыканта выпущенных в 1980-х. Так, Уильям Ралманн из AllMusic поставил пластинке четыре с половиной звезды из пяти, отметив, что «Это альбом, который фанаты Янга ждали от музыканта, но боялись, что он никогда не сможет его записать». Также рецензент отметил, что в нём «были треки, которые возвращали к акустическим альбомам Янга в стиле кантри». В свою очередь, Роберт Кристгау из газеты The Village Voice присудил лонгплею свой высший рейтинг — «A», заявив, что он содержит как сочетание «фолковых песенок и рок-кутежа, которые сделали музыканта знаменитым», так и печально известные янговские «Нэшвиллизмы и духовые вставки». Также рецензент отметил, что в «альбоме есть куча хороших вещей посвящённых его центральной теме», подчеркнув, что почти «ни один рокер чёрный или белый, не сделал большего». Дэвид Фрике из журнала Rolling Stone оценил альбом в пять звёзд из пяти. Он назвал его «звуком Янга на всё следующее десятилетие, оглядывющимся назад в гневе и внушающим ужас», отметив что пластинка посвящена «иллюзии свободы» и «отказе музыканта принять это как должное». Он подытожил обзор, назвав альбом «суровым напоминанием о том, что все имеет свою цену».
Рецензент AllMusic Мэтью Гринвальд высоко оценил второй трек альбома, «Crime in the City», назвав его «несомненно центральным элементом пластинки», «кинематографическим по масштабу» и «одним из самых совершенных произведений Нила Янга». Альбом занял 996-е место в альманахе Колина Ларкина «1000 лучших альбомов всех времён».

## Список композиций
Слова и музыка всех песен — все песни написаны Нилом Янгом.
| №   | Название                                                                     | Длительность |
| --- | ---------------------------------------------------------------------------- | ------------ |
| 1.  | «Rockin' in the Free World» (акустическая версия)                            | 3:38         |
| 2.  | «Crime in the City (Sixty to Zero Part I)»                                   | 8:45         |
| 3.  | «Don't Cry»                                                                  | 4:14         |
| 4.  | «Hangin' on a Limb»                                                          | 4:18         |
| 5.  | «Eldorado»                                                                   | 6:03         |
| 6.  | «The Ways of Love»                                                           | 4:29         |
| 7.  | «Someday»                                                                    | 5:40         |
| 8.  | «On Broadway» (авторы: Барри Манн, Синтия Вайль, Джерри Либер, Майк Столлер) | 4:57         |
| 9.  | «Wrecking Ball»                                                              | 5:08         |
| 10. | «No More»                                                                    | 6:03         |
| 11. | «Too Far Gone»                                                               | 2:47         |
| 12. | «Rockin' in the Free World» (электроверсия)                                  | 4:41         |

## Участники записи
| - Нил Янг — вокал; акустическая гитара; электрогитара; губная гармоника; фортепиано на треке 9 - Чэд Кромуэлл — ударные - Рик Росас — бас-гитара - Фрэнк Сампедро — гитара на треках 2, 5 (как «Poncho Villa»), 9, 12; клавишные на треках 5, 7; мандолина на треке 11; вокал на треке 12 - Бен Кит — альт-саксофон на треках 2, 7; педальная слайд-гитара на треках 2, 6, 11; клавишные на треках 10, 12; вокал на треке 11 - Линда Ронстадт — вокал на треках 4, 6 - Тони Марсико — бас-гитара на треке 10 - Стив Лоуренс — тенор-саксофон на треках 2, 7 - Ларри Крэгг — баритон-саксофон на треках 2, 7 - Клод Кайе — тромбон на треках 2, 7 - Джон Фумо — труба на треках 2, 7 - Том Брэй — труба на треках 2, 7 | - Нил Янг — продюсер, микширование - Нико Болас — продюсер, звукоинженер за исключением треков 1, 4, микширование за исключением треков 1, 4 - Тим Маллиган — цифровой инженер, звукоинженер на треке 4 - Гарри Ситам — технический инженер - Дэйв Коллинз — цифровой редактор - Даг Сакс — инженер цифрового мастеринга - Дэйв Хьюитт — звукоинженер на треке 1, микширование на треке 1 |

## Чарты
| Год  | Чарт          | Высшая позиция |
| ---- | ------------- | -------------- |
| 1989 | Billboard 200 | 35             |

| Год  | Сингл                                       | Чарт                             | Высшая позиция |
| ---- | ------------------------------------------- | -------------------------------- | -------------- |
| 1989 | «No More»                                   | Billboard Mainstream Rock Tracks | 7              |
| 1989 | «Rockin' in the Free World» (электроверсия) | Billboard Mainstream Rock Tracks | 2              |
| 1990 | «Crime in the City» (электроверсия)         | Billboard Mainstream Rock Tracks | 34             |

## Сертификация
| Организация | Статус  | Дата            |
| ----------- | ------- | --------------- |
| BPI         | Золотой | 2 декабря 1989  |
| CRIA        | Золотой | 19 февраля 1990 |
| RIAA        | Золотой | 21 февраля 1990 |